# Pequena Taça do Mundo
A Copa Presidente Marcos Pérez Gimenez, também conhecido como Troféu Marcos Pérez Jiménez ou a Pequena Taça do Mundo, foi um torneio internacional amistoso de futebol realizado na Venezuela de 1952 até 1975. O primeiro período de realização (1952 - 1957) teve maior relevância que o segundo período (1963 - 1975).

## Histórico
O nome original do torneio era Troféu Marcos Pérez Jiménez, em referência ao então presidente venezuelano, e não "Pequeña Copa del Mundo" (em português, "Pequena Taça do Mundo"). Ele foi organizado por empresas venezuelanas, geralmente com três a oito participantes, metade deles da Europa e metade da América do Sul.
É considerado como um torneio amistoso, pois não foi organizado por nenhuma federação, além de não ter critérios de participação claro.
Em uma entrevista concedida ao jornal espanhol El Mundo Deportivo, em 13 de abril de 1956, o empresário organizador da competição, Damián Gaubeka, revelou que um critério da competição, estabelecido pela Federação Venezuelana de Futebol, era que só poderiam participar equipes que tivessem ficado classificadas entre o primeiro e o quarto lugares de suas ligas nacionais. Nesta entrevista, Gaubeka revelou que naquele ano (1956) a competição contaria com Athletic Bilbao, Porto, uma equipe milanesa (Milan ou Internazionale) e uma seleção venezuelana reforçada por jogadores brasileiros como Ademir, Chico, Danilo e Maneca. Acabaram participando daquela edição Vasco da Gama, Real Madrid, Porto e Roma. Em 1952, o Real Madrid substituiu o Atlético de Madrid, que declinara do convite para participar.
A competição teve árbitros estrangeiros, da FIFA, e foi organizada por empresários, liderados pelo basco residente em Caracas Damián Gaubeka, sob os auspícios da Federação Nacional de Futebol da Venezuela. O jornal espanhol El Mundo Deportivo informou que a competição foi descontinuada em 1958 devido à falta de acordo entre os organizadores e os clubes espanhóis, brasileiros e italianos que haviam sido convidados para a edição daquele ano. O torneio havia sempre sido prestigiado pelos clubes espanhóis, que participaram de todas as edições da competição, ao passo que os clubes desse país não participaram de outras competições a que foram convidados na época, como as Copas Rio de 1951 e 1952.
O Real Madrid, convidado em 1952 a participar tanto da Pequena Taça do Mundo quanto da Copa Rio, optou por participar da competição venezuelana (as duas competições ocorreram ao mesmo tempo). A competição também foi valorizada pelos clubes do Brasil, que participaram de cinco das seis edições de sua série original (1952 a 1957), com três participações de clubes cariocas (Botafogo em 1952 e 1957 e Vasco da Gama em 1956), obtendo em todos os casos a vice-colocação, e duas participações de clubes paulistas (Corinthians em 1953 e São Paulo em 1955), em ambos os casos obtendo o título. O número de participações de clubes cariocas poderia ter sido maior, pois em 1954 o Corinthians foi convidado à competição apenas depois de o Vasco da Gama ter recusado o convite para participar.
Ao longo das seis edições da competição em sua série original e mais importante (1952 a 1957), foram sete participações de clubes espanhóis (um clube espanhol em todas as edições da competição, sendo que a edição de 1957 contou com dois clubes desse país) e cinco participações de clubes brasileiros (só não houve clube brasileiro na edição de fevereiro de 1953). Clubes da Venezuela (país-sede) tiveram três participações na competição neste período; no caso de clubes de Portugal, Itália e Colômbia, duas participações para cada país; no caso de clubes de Áustria, Argentina e Uruguai, uma participação para cada país.

### A competição como Mundial de Clubes

#### Na Espanha
A edição de 11 de junho de 1958 do jornal catalão El Mundo Deportivo, que informa sobre a negativa do Real Madrid em disputar a edição de 1958 do torneio (que acabaria não sendo realizada), refere-se ao torneio como Torneio de Caracas e diz que a competição "é chamada, pomposamente, pelo próprio organizador, de Pequena Taça do Mundo", o que sugere que o jornal não concordava com essa designação dada pelo organizador do torneio e não a considerava um mundial de clubes: "Aunque el empresario de la competición internacional de Venezuela que ha cruzado el charco para contratar a los equipos que han de participar en su torneo l958 — y que él pomposamente titula Pequeña Copa del Mundo — no se encuentra en España, pues se ha desplazado a Suecia, ya se sabe la respuesta que le prepara el Real Madrid a la oferta presentada al club campeón de Europa, para su desplazamiento a Caracas. Esta respuesta es negativa." (O Real Madrid voltaria às competições intercontinentais de clubes em 1960, disputando a edição inaugural da Copa Intercontinental, tendo o clube madrilenho disputado essa competição e a Copa do Mundo de Clubes da FIFA em todas as ocasiões que teve a chance: 1960, 1966, 1998, janeiro de 2000, dezembro de 2000 e 2002).
Cobrindo o título do Real Madrid em 1952, El Mundo Deportivo chamou a competição de "Copa Venezuela", informando também sobre a participação da Federação Venezuelana de Futebol na organização do torneio. Cobrindo o título do Real Madrid em 1956, o mesmo jornal chamou a competição de "Pequena Taça do Mundo" e de "Torneio Internacional de Futebol para a Taça do Presidente", referindo-se ao torneio como "esta chamada Pequena Taça do Mundo" ("esta llamada Pequeña Copa del Mundo"). Cobrindo o título do Barcelona em 1957, o mesmo jornal chamou a competição de "Série Internacional de Caracas", de "Copa Presidente da República da Venezuela", de "Torneio de Caracas para a Taça Presidente da República", e de "Série Caraquenha", dizendo que ela era "também conhecida como" Pequena Taça do Mundo. O Barcelona não lista a conquista entre seus títulos em seu site oficial. Já o Real Madrid dá destaque a esta competição na lista de títulos em seu site oficial.

#### No Brasil
No Brasil, as evidências sugerem que a competição venezuelana não recebeu dos brasileiros a dimensão que eles deram às competições que em suas épocas foram consideradas "mundiais de clubes": a Copa Rio Internacional, a Copa Intercontinental e a Copa do Mundo de Clubes da FIFA. No Brasil, a competição também foi chamada de "Torneio de Caracas" ou "Torneio Quadrangular de Caracas" pela imprensa da época, em 1953 (na cobertura do título corintiano). Em 1955 (cobrindo o título são-paulino), a imprensa brasileira também chamou a competição de "Taça Presidente Perez Jimenez" e de "Torneio Internacional de Caracas" (as matérias da Folha de S.Paulo de 4 e 7 de agosto de 1955 chamam a competição de "Torneio Internacional de Caracas", sendo que a matéria do dia 7 escreve "Pequena Taça do Mundo", entre aspas).
O desinteresse do Vasco da Gama em participar da competição em 1953, abrindo chance ao convite ao Corinthians, é um "indício" de que a Pequena Taça do Mundo não teve, no Brasil, a repercussão de um título mundial ou intercontinental de clubes. O desinteresse do Vasco da Gama, neste caso, contrasta totalmente com o grande interesse deste clube quando teve a chance de participar das três competições que, ao menos no Brasil, foram consideradas "Mundiais de Clubes" em suas épocas (ainda que o interesse do Vasco tenha variado caso a caso): em 1951, o Vasco abriu mão de compromissos na Europa para poder priorizar sua participação na Copa Rio Internacional daquele ano; em 1998, a delegação vascaína viajou ao Japão com mais de dez dias de antecedência para sua participação na Copa Intercontinental daquele ano; em dezembro de 1999, o Vasco da Gama contratou reforços especificamente para jogar a Copa do Mundo de Clubes da FIFA de 2000, fez um placar eletrônico em seu estádio (com contagem regressiva para o Mundial FIFA 2000), uma campanha publicitária (com vídeo divulgado pela TV) sobre sua participação, e o então dirigente vascaíno Eurico Miranda declarou em 1999, sobre Mundial FIFA de 2000: "Essa competição é única na história do Vasco e a mais importante da minha vida. Quem ganhar esse Mundial da FIFA poderá dizer que é o verdadeiro campeão do Mundo."
O jornal espanhol El Mundo Deportivo de 15 de abril de 1953 confirma que o Vasco e o Milan foram convidados à competição em 1953 antes dos convites ao Corinthians e ao Roma (segundo esta matéria, os convidados originais ao certame de 1953 foram o Vasco, o Milan e o Barcelona). As edições de 18 de junho e de 5 e 8 de julho de 1953 do mesmo jornal afirmam que, além do Vasco da Gama, a vaga também foi oferecida ao Sporting de Portugal antes de ser oferecida ao Corinthians. Estas matérias informam que a lista de participantes da competição de 1953 chegou a ser fechada com Barcelona, Roma, Sporting de Portugal e seleção local (de Caracas, Venezuela), sendo que os participantes da competição acabaram sendo Barcelona, Roma, Corinthians e seleção local (ou seja, com o Corinthians substituindo o Sporting de Portugal). A matéria de 8 de julho afirma que o Corinthians substituiu o Sporting de Portugal no certame. A matéria do jornal Folha da Manhã de 3 de julho dá conta da permissão da Federação Paulista de Futebol à excursão do Corinthians à Venezuela, afirmando que o torneio visava a homenagear o presidente daquele país e que o Corinthians receberia cerca de um milhão de cruzeiros (livres de despesas) pela participação no torneio.
Em uma entrevista publicada na edição de 20 de agosto de El Mundo Deportivo, José Sastre ex-jogador brasileiro do Barcelona, afirmou que, antes da Pequena Taça do Mundo de 1953, o público brasileiro considerava o Barcelona o favorito ao título da competição e não acreditava nas possibilidades do título corintiano, pois o Corinthians (segundo Sastre na entrevista) havia feito "péssimo papel" no Torneio Octogonal Rivadavia Corrêa Meyer, que acabara de disputar (na entrevista, saíram incorretos os nomes de alguns dos participantes do Torneio Octogonal Rivadavia Correa Meyer, mas a palavra "Octogonal" e a cronologia das competições deixam claro tratar-se do Octogonal Rivadavia).
A organização da edição de 1955 também observou alterações nas expectativas quanto aos clubes participantes. A edição de 12 de junho de 1955 de El Mundo Deportivo informa que os participantes da competição naquele ano poderiam ser o Milan, o Real Madrid, o São Paulo e o Benfica. Na lista final de participantes, o Valencia (Espanha) e o La Salle (Venezuela) acabaram substituindo Milan e Real Madrid.[carece de fontes?] A participação do São Paulo no certame venezuelano ocorreu em uma excursão internacional do clube que também incluiu jogos no México e na Colômbia, que valeu ao Tricolor não só a Pequena Taça do Mundo, mas também outro título amistoso internacional: o Troféu Jarrito, conquistado no México. A participação do Benfica no certame venezuelano ocorreu em uma excursão internacional do clube português que também incluiu sua participação no Torneio Internacional Charles Miller, que teve o Corinthians como campeão.[carece de fontes?] O jornal O Estado de S. Paulo de 2 de julho de 1955 publicou que o Vasco solicitou à CBD liberação para disputar o certame, sendo que em 7 de julho o mesmo jornal publicou que não estava decidido que clube brasileiro disputaria a competição, em 10 de julho publicou que o Vasco da Gama iria negociar sua participação com os organizadores do certame e em 12 de julho publicou a tabela da competição com o São Paulo como representante brasileiro, sendo que a competição começou em 17 de julho.
As edições de 27 e 28 de junho de 1957 do jornal espanhol El Mundo Deportivo sustentam que as equipes participantes daquela edição seriam o Barcelona, o Nacional de Montevidéu, o Sevilla e o Fluminense. O jornal O Estado de S. Paulo de 17 de fevereiro confirma que o Fluminense foi convidado e chegou a aceitar participar da Pequena Taça do Mundo de 1957. Comparando esta lista com a lista final de participantes, observa-se que o Botafogo substituiu o Fluminense no certame. Novamente, a desistência do Fluminense do certame venezuelano contrasta com a importância que o clube dera em 1952 à Copa Rio Internacional, sendo um indício de que, no Brasil, a Pequena Taça do Mundo não teve repercussão de título mundial ou intercontinental.
Divulgou-se em 2007 que o Corinthians pediria reconhecimento da FIFA para a competição, porém cogitou-se que isso seria uma tentativa corintiana de atrapalhar o Palmeiras em seu pedido à FIFA de reconhecimento da Copa Rio Internacional. Porém, não há evidência de que o Corinthians tenha de fato chegado a materializar tal pedido na FIFA. Em seus sites, ambos os clubes brasileiros vencedores da competição (São Paulo e Corinthians) listam-na entre seus títulos, porém como títulos amistosos e de menor expressão. Posteriormente, em um artigo de seu vice-presidente jurídico Sérgio Alvarenga publicado no site do clube, o Corinthians afirmou a visão de que o primeiro Mundial de Clubes foi disputado em 2000 e vencido pelo próprio clube, ou seja, não considerando a Pequena Taça do Mundo como um título mundial.

#### Na Venezuela
O site Futbol de Venezuela conta a história do esporte no país. Segundo este site, na própria imprensa venezuelana da época a competição não era tratada como "Pequena Taça do Mundo" ("Pequeña Copa del Mundo", em espanhol), mas, sim, como "Copa Coronel Marcos Pérez Jiménez" (1952 e 1953), "Copa General de Brigada Marcos Pérez Jiménez" (1955) e "Copa Presidente de La República"(1956).

#### Na Colômbia
O Millonarios dá destaque a este título em seu site, considerando-o equivalente a um título do Mundial de Clubes da FIFA.

### Polêmicas e esclarecimentos
O Torneio Internacional de Caracas de 1950, vencido pelo Clube do Remo, de Belém do Pará, serviu de inspiração para a criação da Pequena Taça do Mundo, devido ao sucesso de público da competição, que também entrou pra história por ter trazido a primeira equipe brasileira em solo venezuelano (o próprio Remo), bem no ano em que o Brasil organizaria a Copa do Mundo.
O campeão da edição de 1956 da Pequena Taça do Mundo foi o Real Madrid, não o Vasco da Gama. Algumas fontes brasileiras indicam, incorretamente, que o campeão teria sido o Vasco da Gama, cometendo esse erro em função de um amistoso disputado em Caracas pelos dois clubes, logo após o fim da Pequena Taça do Mundo de 1956, vencido pelo Vasco por 2 a 0. Porém, tal jogo foi um amistoso extra, não um jogo válido pela competição.
Conforme afirmado pelo jornal El Mundo Deportivo e pelo site Futbol de Venezuela, a Pequena Taça do Mundo era uma competição organizada por empresários em conjunto com a Federação Venezuelana de Futebol, que inclusive determinava regras e critérios da competição, como a utilização do goal average como critério de desempate e o critério de que todos os participantes do certame se classificassem entre os quatro primeiros colocados de suas respectivas ligas nacionais. Portanto, a competição tinha o apoio técnico da Federação Venezuelana de Futebol, sendo assim uma competição internacional com o apoio de uma entidade nacional, tal como a Copa Rio Internacional, que tinha o apoio da CBD, que, inclusive, era a organizadora do evento, e a Copa Intercontinental, que a partir de 1980 tinha o apoio da Federação Japonesa de Futebol, que também ajudava na organização do torneio. Além da Federação Venezuelana de Futebol, a competição seguia os requisitos internacionais de FIFA e Conmebol: "Antes de comenzar la fiesta futbolera en la UCV, Gaubeka y Reyes Zumeta se reunieron con directivos de la Federación Venezolana de Fútbol: capitán Luis Cardier Rodríguez, doctor Fermín Huizi Cordero, profesor Ildemaro Ramos, Pedro Cabello Gibbs y Jesús López de Parisa. La reunión fue para dar a conocer y cumplir con los requisitos internacionales de la Fifa y la Conmebol."
O Real Madrid, campeão da primeira edição da Copa dos Campeões da Europa (1955–56), participou do torneio venezuelano em 1956, tendo esta sido a única participação de um campeão europeu no torneio de Caracas. Porém, isso não teve relação com seu título europeu do mesmo ano: o Real Madrid havia acordado sua participação no torneio venezuelano já antes de tornar-se campeão europeu de 1956. Campeão da Copa dos Campeões da Europa também em sua segunda edição (1956–57), o Real Madrid não participou do certame venezuelano em 1957, edição esta que foi a última edição do torneio venezuelano em sua série original.
Em 1963, o torneio voltou a ser disputado, após um hiato de seis anos. Já entre 1965 e 1970, houve a tentativa de reedição do torneio (com a mudança de nome) no meio do ano, em paralelo à Copa Intercontinental criada em 1960. Mas o sequestro de Di Stéfano por um grupo rebelde em Caracas, em 1963, e a grande concorrência da Copa Intercontinental decretaram o fim da disputa.
Criada em 1960 e embasada por Conmebol (Copa Libertadores) e UEFA (Liga dos Campeões da Europa), a Copa Intercontinental foi, a partir de 1960, consensualmente considerada a competição que indicava o clube campeão do título intercontinental de Europa e América do Sul, o que realçou o caráter amistoso das demais competições euro-sul-americanas de clubes realizadas a partir de 1960, reduzindo o prestígio dos torneios internacionais de clubes de Caracas e decretando seu fim.
Apenas a partir da temporada 1955–56 a UEFA passou a organizar as competições europeias de clubes (ou seja, sendo amistosas as competições de clubes europeias a partir de 1955–56 que não fossem da UEFA) e a definir o campeão europeu de clubes (com a criação da Copa dos Campeões da Europa), com autorização da FIFA para que a UEFA assumisse esse papel; apenas a partir de 1960 a Conmebol passou a organizar as competições sul-americanas de clubes (ou seja, sendo amistosas as competições de clubes sul-americanas a partir de 1960 que não fossem da Conmebol) e a definir o campeão sul-americano de clubes (com a criação da Libertadores), com autorização da FIFA para que a Conmebol assumisse esse papel, pois por uma questão de igualdade de direitos de suas confederações filiadas perante à FIFA, os poderes que a FIFA concede à UEFA na Europa são os mesmos que a FIFA concede à Conmebol na América do Sul. Apenas a partir de 1960 estas duas entidades (UEFA e Conmebol) passaram a definir o clube campeão intercontinental europeu-sul-americano (com a criação da Copa Intercontinental) — neste último caso, porém, sem a autorização da FIFA. Ou seja, apenas a partir de 1960 são amistosas as competições intercontinentais europeias-sul-americanas de clubes que não sejam as organizadas por UEFA e Conmebol.
No período anterior a 1960, a responsabilidade pela organização das competições intercontinentais de clubes recaía sobre as entidades nacionais, os clubes de futebol e até empresários. Pelo menos em 1951, como evidenciado nos jornais da época, a responsabilidade naquela oportunidade foi atribuída à CBD pelo então presidente da FIFA Jules Rimet.
A regularização de competições de abrangência europeia-sul-americana, envolvendo clubes, só foi possível em 1960, com a criação da Copa Intercontinental; a regularização de competições de abrangência mundial, envolvendo clubes, só foi possível em 2005, quando a FIFA substituiu a Copa Intercontinental pela Copa do Mundo de Clubes da FIFA (pela segunda edição do evento, após o primeiro evento em 2000).

## Títulos por clube
| Clube                 | Títulos         | Vices           | 3.º lugar       | 4.º lugar       |
| --------------------- | --------------- | --------------- | --------------- | --------------- |
| Real Madrid           | 2 (1952 e 1956) | 1 (1963)        |                 |                 |
| São Paulo             | 2 (1955 e 1963) |                 |                 |                 |
| Valencia              | 1 (1966)        | 1 (1955)        |                 |                 |
| Barcelona             | 1 (1957)        |                 | 1 (1953²)       |                 |
| Benfica               | 1 (1965)        |                 | 1 (1955)        |                 |
| Millonarios           | 1 (1953¹)       |                 | 1 (1952)        |                 |
| Alemanha Oriental     | 1 (1975)        |                 |                 |                 |
| Athletic de Bilbao    | 1 (1967)        |                 |                 |                 |
| Corinthians           | 1 (1953²)       |                 |                 |                 |
| Sparta Praga          | 1 (1969)        |                 |                 |                 |
| Vitória Futebol Clube | 1 (1970)        |                 |                 |                 |
| Botafogo              |                 | 2 (1952 e 1957) |                 |                 |
| Roma                  |                 | 1 (1953²)       |                 | 1 (1956)        |
| Académica             |                 | 1 (1967)        |                 |                 |
| Atlético de Madrid    |                 | 1 (1965)        |                 |                 |
| Boavista              |                 | 1 (1975)        |                 |                 |
| Deportivo La Coruña   |                 | 1 (1969)        |                 |                 |
| River Plate           |                 | 1 (1953¹)       |                 |                 |
| Santos                |                 | 1 (1970)        |                 |                 |
| Vasco da Gama         |                 | 1 (1956)        |                 |                 |
| Vitória de Guimarães  |                 | 1 (1966)        |                 |                 |
| Porto                 |                 |                 | 2 (1956 e 1963) |                 |
| Chelsea               |                 |                 | 1 (1970)        |                 |
| Lazio                 |                 |                 | 1 (1966)        |                 |
| Platense              |                 |                 | 1 (1967)        |                 |
| Rapid Viena           |                 |                 | 1 (1953¹)       |                 |
| Real Zaragoza         |                 |                 | 1 (1975)        |                 |
| Sevilla               |                 |                 | 1 (1957)        |                 |
| Sporting              |                 |                 | 1 (1969)        |                 |
| La Salle              |                 |                 |                 | 2 (1952 e 1955) |
| Caracas XI            |                 |                 |                 | 1 (1953²)       |
| Nacional              |                 |                 |                 | 1 (1957)        |
| Rosario Central       |                 |                 |                 | 1 (1975)        |
| Werder Bremen         |                 |                 |                 | 1 (1970)        |

## Títulos por país
| País              | Títulos                           | Vices                        | 3.º lugar                   | 4.º lugar              |
| ----------------- | --------------------------------- | ---------------------------- | --------------------------- | ---------------------- |
| Espanha           | 5 (1952, 1956, 1957, 1966 e 1967) | 4 (1955 e 1963, 1965 e 1969) | 3 (1953², 1957 e 1975)      |                        |
| Brasil            | 3 (1953², 1955 e 1963)            | 4 (1952, 1956, 1957 e 1970)  |                             |                        |
| Portugal          | 2 (1965 e 1970)                   | 3 (1966, 1967 e 1975)        | 4 (1955, 1956, 1963 e 1969) |                        |
| Colômbia          | 1 (1953¹)                         |                              | 1 (1952)                    |                        |
| Alemanha Oriental | 1 (1975)                          |                              |                             |                        |
| Tchecoslováquia   | 1 (1969)                          |                              |                             |                        |
| Itália            |                                   | 1 (1953²)                    | 1 (1966)                    | 1 (1956)               |
| Argentina         |                                   | 1 (1953¹)                    | 1 (1967)                    | 1 (1975)               |
| Áustria           |                                   |                              | 1 (1953¹)                   |                        |
| Inglaterra        |                                   |                              | 1 (1970)                    |                        |
| Venezuela         |                                   |                              |                             | 3 (1952, 1953² e 1955) |
| Alemanha          |                                   |                              |                             | 1 (1970)               |
| Uruguai           |                                   |                              |                             | 1 (1957)               |

## Títulos por confederação
| Confederação | Títulos                                                   | Vices                                                | 3.º lugar                                                          | 4.º lugar                          |
| ------------ | --------------------------------------------------------- | ---------------------------------------------------- | ------------------------------------------------------------------ | ---------------------------------- |
| UEFA         | 9 (1952, 1956, 1957, 1965, 1966, 1967, 1969, 1970 e 1975) | 8 (1953², 1955, 1963, 1965, 1966, 1967, 1969 e 1975) | 10 (1953¹, 1953², 1955, 1956, 1957, 1963, 1966, 1969, 1970 e 1975) | 2 (1956 e 1970)                    |
| CONMEBOL     | 4 (1953¹, 1953², 1955 e 1963)                             | 5 (1952, 1953¹, 1956, 1957 e 1970)                   | 2 (1952 e 1967)                                                    | 5 (1952, 1953², 1955, 1957 e 1975) |